# (4794) Bogard
(4794) Bogard – planetoida z grupy pasa głównego asteroid okrążająca Słońce w ciągu 3,43 lat w średniej odległości 2,27 j.a. Odkrył ją Schelte Bus 16 września 1988 roku w Międzyamerykańskim Obserwatorium Cerro Tololo. Nazwa planetoidy pochodzi od Donalda Bogarda (ur. 1940) – naukowca z Johnson Space Center, ośrodka NASA.